# Piper porrectum
Piper porrectum är en pepparväxtart som beskrevs av C. Dc.. Piper porrectum ingår i släktet Piper och familjen pepparväxter. Inga underarter finns listade i Catalogue of Life.